# Busksvamp
Busksvamp (Thelephora palmata) är en svampart som först beskrevs av Giovanni Antonio Scopoli, och fick sitt nu gällande namn av Elias Fries 1821. Busksvamp ingår i släktet vårtöron,  och familjen Thelephoraceae.  Arten är reproducerande i Sverige. Inga underarter finns listade.